# Melchior Wańkowicz
Melchior Wańkowicz (10. ledna 1892 Kałużyce, Minská oblast – 10. září 1974 Varšava) byl polský spisovatel a novinář, reportér a publicista. Své první články publikoval v době, kdy bylo Polsko součástí Ruska. V meziválečném období knižně vydal reportáže a vzpomínky (W kościołach Meksyku, Szczenięce lata, Opierzona rewolucja). Za druhé světové války pracoval jako válečný zpravodaj II. polského sboru generála Władysława Anderse. Po válce vydal svou nejznámější knihu Bitva o Monte Cassino (Bitwę o Monte Cassino) o největší bitvě tohoto sboru v roce 1944. Válečným událostem se věnoval také v dalších knihách. Po válce žil v exilu a do Polska se vrátil v roce 1958. Roku 1964 podepsal tzv. Dopis 34, ve kterém 34 polských intelektuálů protestovalo proti cenzuře. Některá díla vydal pod pseudonymem Jerzy Łużyc. Patří mezi nejvýraznější reportážní spisovatele polské literatury.
V češtině vyšla jeho kniha Zpěv o Hubalovi, kterou v roce 1979 vydalo nakladatelství Vyšehrad v překladu Hany Blažejové.